# Kékhegyi Lőtér
Kékhegyi Lőtér este o arie protejată (arie specială de conservare — SAC, sit de importanță comunitară — SCI) din Ungaria întinsă pe o suprafață de 460,05 ha, integral pe uscat.

## Localizare
Centrul sitului Kékhegyi Lőtér este situat la coordonatele 46°14′00″N 19°03′53″E / 46.233333°N 19.064722°E.

## Înființare
Situl Kékhegyi Lőtér a fost declarat sit de importanță comunitară în iulie 2011 pentru a proteja 1 specie de plante și 2 specii de animale. Situl a fost protejat și ca arie specială de conservare în octombrie 2013.

## Biodiversitate
Situată în ecoregiunea panonică, aria protejată conține 1 habitat natural: Stepe panonice nisipoase.
La baza desemnării sitului se află mai multe specii protejate:
- plante (1): Colchicum arenarium
- mamifere (1): popândău (Spermophilus citellus)
- nevertebrate (1): Carabus hungaricus

Pe lângă speciile protejate, pe teritoriul sitului au mai fost identificate 5 specii de plante, 1 specie de păsări.